# Bălăceanu, Buzău
Bălăceanu este o comună în județul Buzău, Muntenia, România, formată numai din satul de reședință cu același nume.

## Așezare
Comuna se află în estul județului, la limita cu județul Brăila și este străbătută de pârâul Bălăceanu, care se varsă în lacul Jirlău și apoi în râul Buzău. Comuna este străbătută de șoseaua județeană DJ203, care o leagă de Râmnicu Sărat spre nord-vest și spre sud-est de Făurei și mai departe de Însurăței. Din acest drum, la Bălăceanu se ramifică DJ220 care leagă comuna de Poșta Câlnău și DN2.

## Demografie
Componența etnică a comunei Bălăceanu
     Români (93,36%)
     Romi (2,46%)
     Alte etnii (0%)
     Necunoscută (4,19%)
Componența confesională a comunei Bălăceanu
     Ortodocși (94,95%)
     Alte religii (0,4%)
     Necunoscută (4,65%)
Conform recensământului efectuat în 2021, populația comunei Bălăceanu se ridică la 1.505 locuitori, în scădere față de recensământul anterior din 2011, când fuseseră înregistrați 1.632 de locuitori. Majoritatea locuitorilor sunt români (93,36%), cu o minoritate de romi (2,46%), iar pentru 4,19% nu se cunoaște apartenența etnică. Din punct de vedere confesional, majoritatea locuitorilor sunt ortodocși (94,95%), iar pentru 4,65% nu se cunoaște apartenența confesională.

## Politică și administrație
Comuna Bălăceanu este administrată de un primar și un consiliu local compus din 9 consilieri. Primarul, Gică Geangoș[*], de la Partidul Social Democrat, este în funcție din octombrie 2020. Începând cu alegerile locale din 2024, consiliul local are următoarea componență pe partide politice:
|  | Partid                    | Consilieri | Componența Consiliului | Componența Consiliului | Componența Consiliului | Componența Consiliului |
|  | ------------------------- | ---------- | ---------------------- | ---------------------- | ---------------------- | ---------------------- |
|  | Partidul Social Democrat  | 4          |                        |                        |                        |                        |
|  | Partidul Național Liberal | 4          |                        |                        |                        |                        |
|  | Alianța Dreapta Unită     | 1          |                        |                        |                        |                        |

## Istorie
La sfârșitul secolului al XIX-lea, comuna era formată dintr-un singur sat și era reședința plășii Râmnicul de Jos din județul Râmnicu Sărat, având o populație de 1361 de locuitori. În comună funcționa o școală mixtă deschisă în 1892 și în care învățau 154 de elevi (din care 61 de fete) și o biserică fondată de locuitori în 1861. În 1925, comuna era inclusă în plasa Orașul a aceluiași județ, având 1674 de locuitori.
În 1950, comuna a fost inclusă în raionul Râmnicu Sărat al regiunii Buzău și apoi (după 1952) al regiunii Ploiești. În 1968, după reforma administrativă, a trecut la județul Buzău.